# Кипарисний парк
Кипари́сний парк — парк на території міжнародного дитячого центру «Артек». Пам'ятка садово-паркового мистецтва, створений на початку XX століття.
Площа парку 9 гектарів. На його території зібрано близько 180 видів і декоративних форм дерев і чагарників. Як випливає з назви, найбільше у парку пірамідальних кипарисів. Виростають також кипариси горизонтальний, гваделупський, великоплідний, гімалайський, МакНаб. Крім того, є сосни італійська, Монтезуми, пальма віялолиста, мирт звичайний, кедр болотний, японська мушмула звичайна.

## Галерея

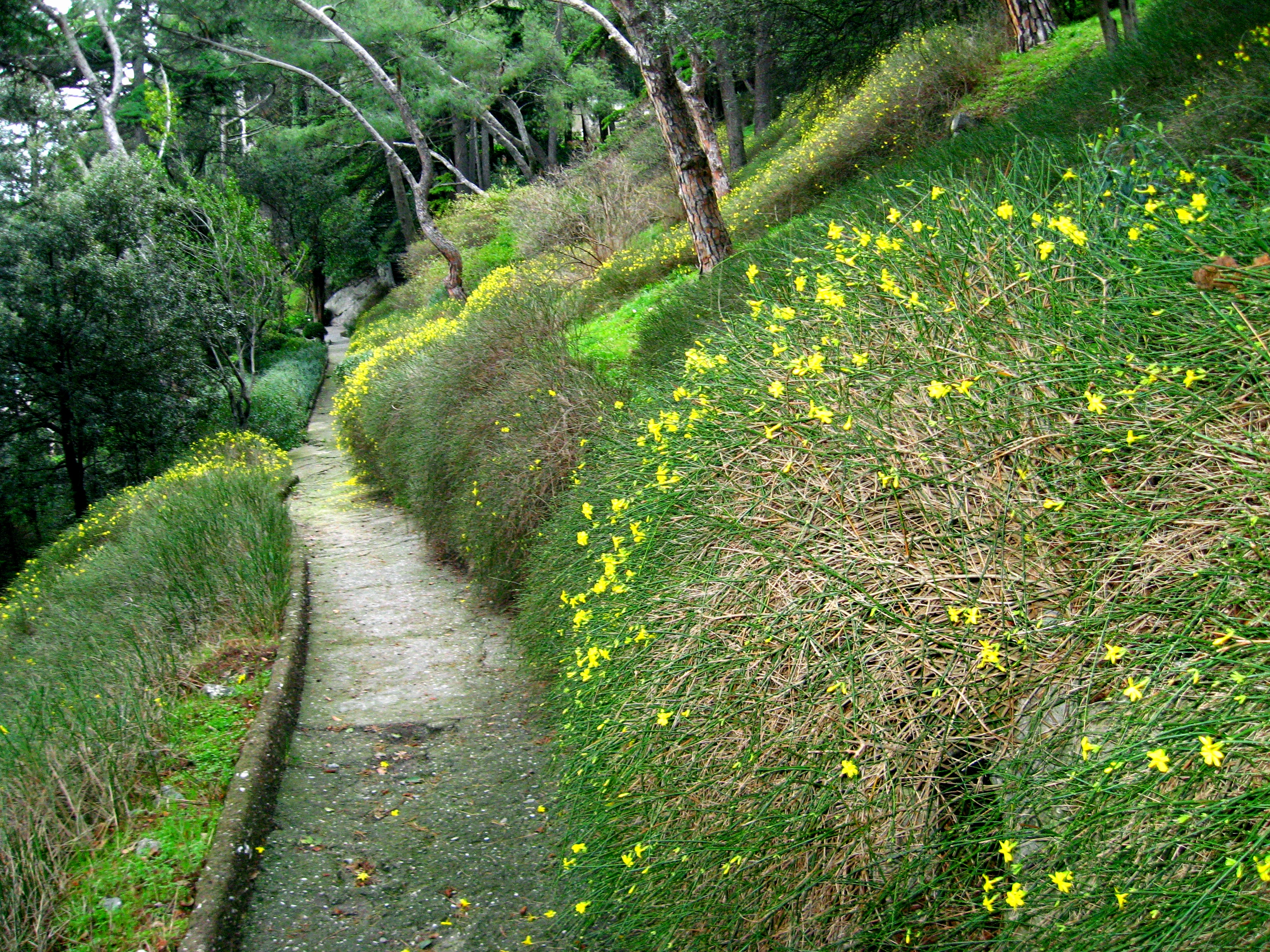
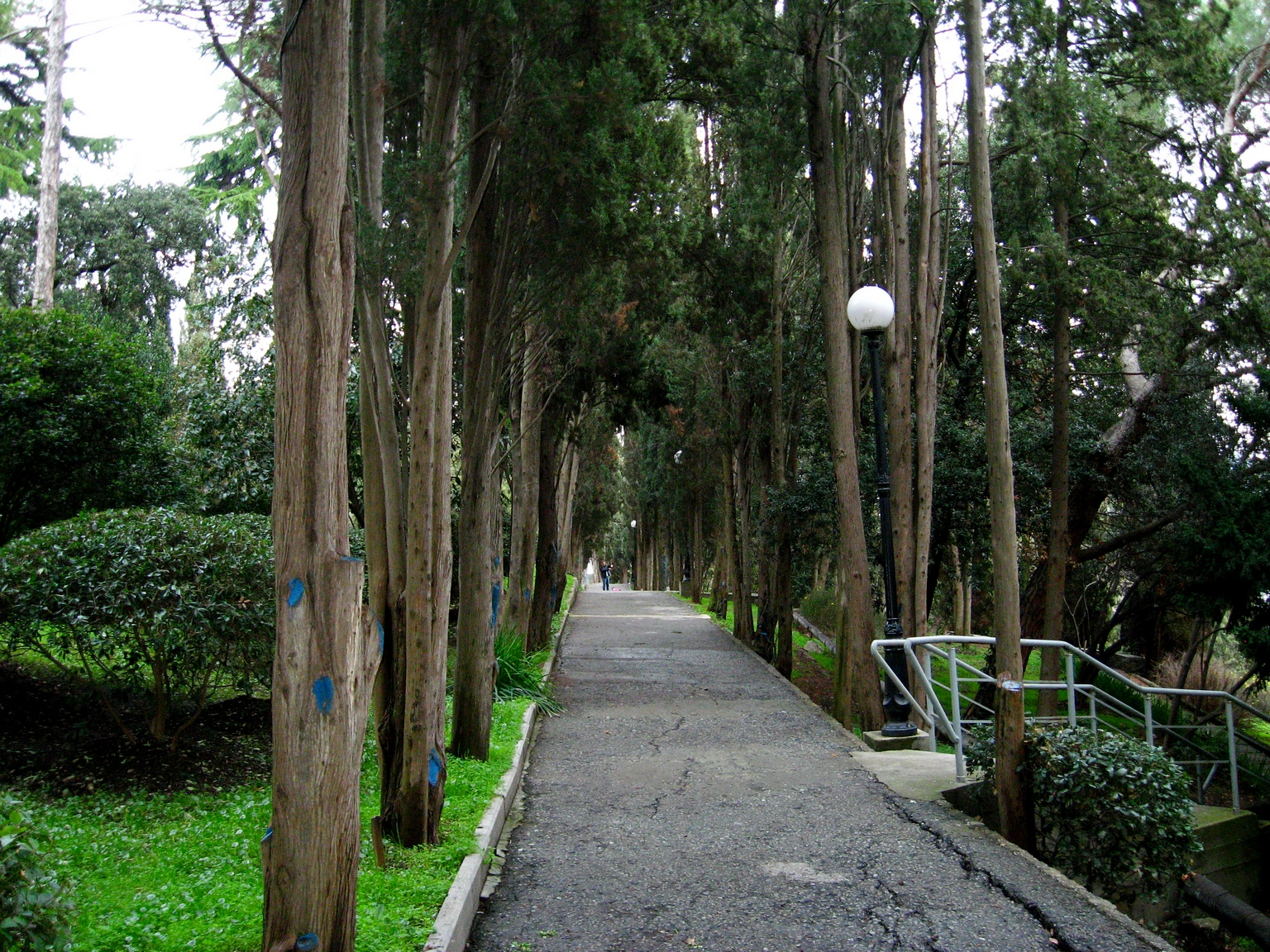
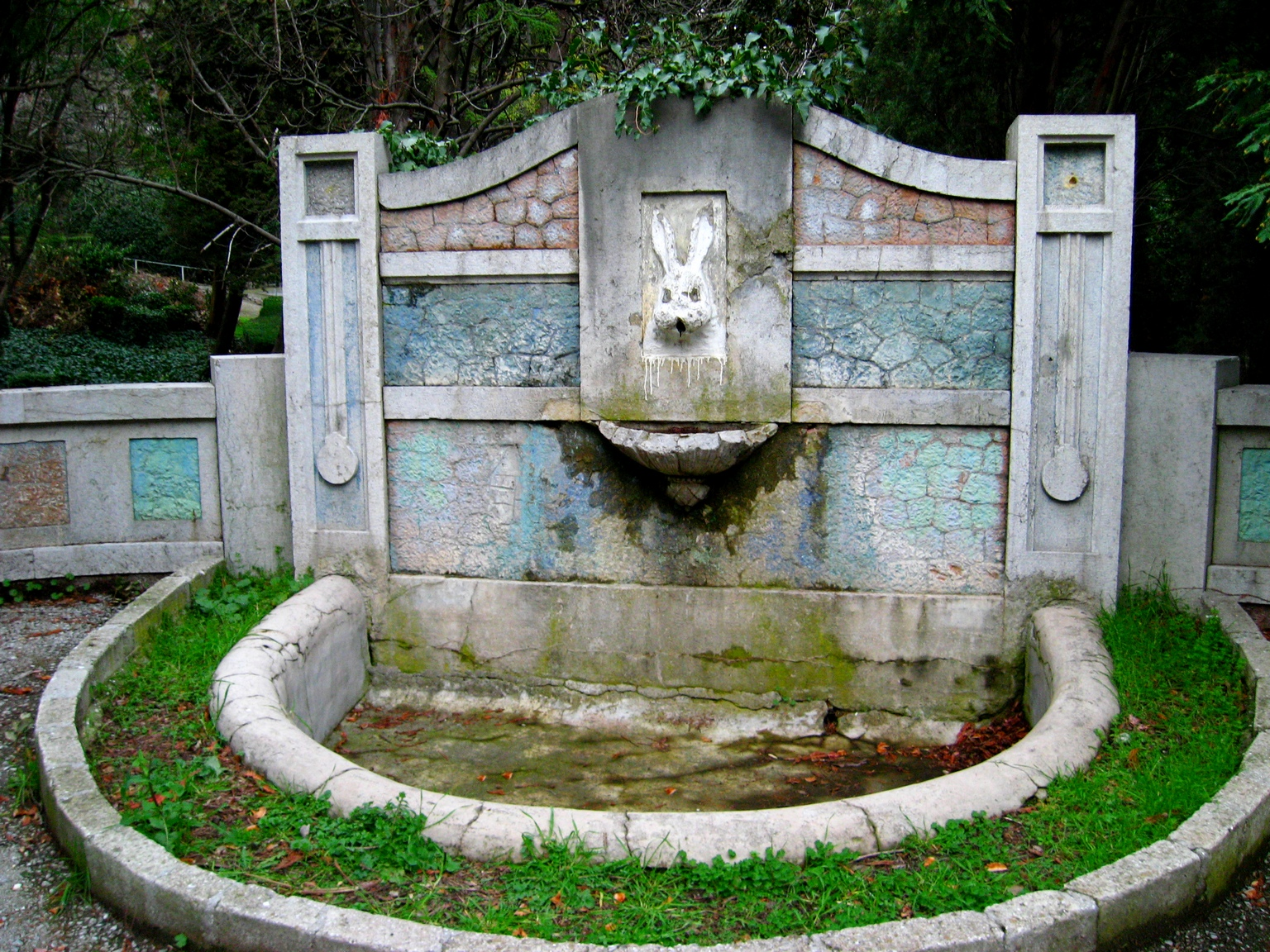